# Gebetsteppich

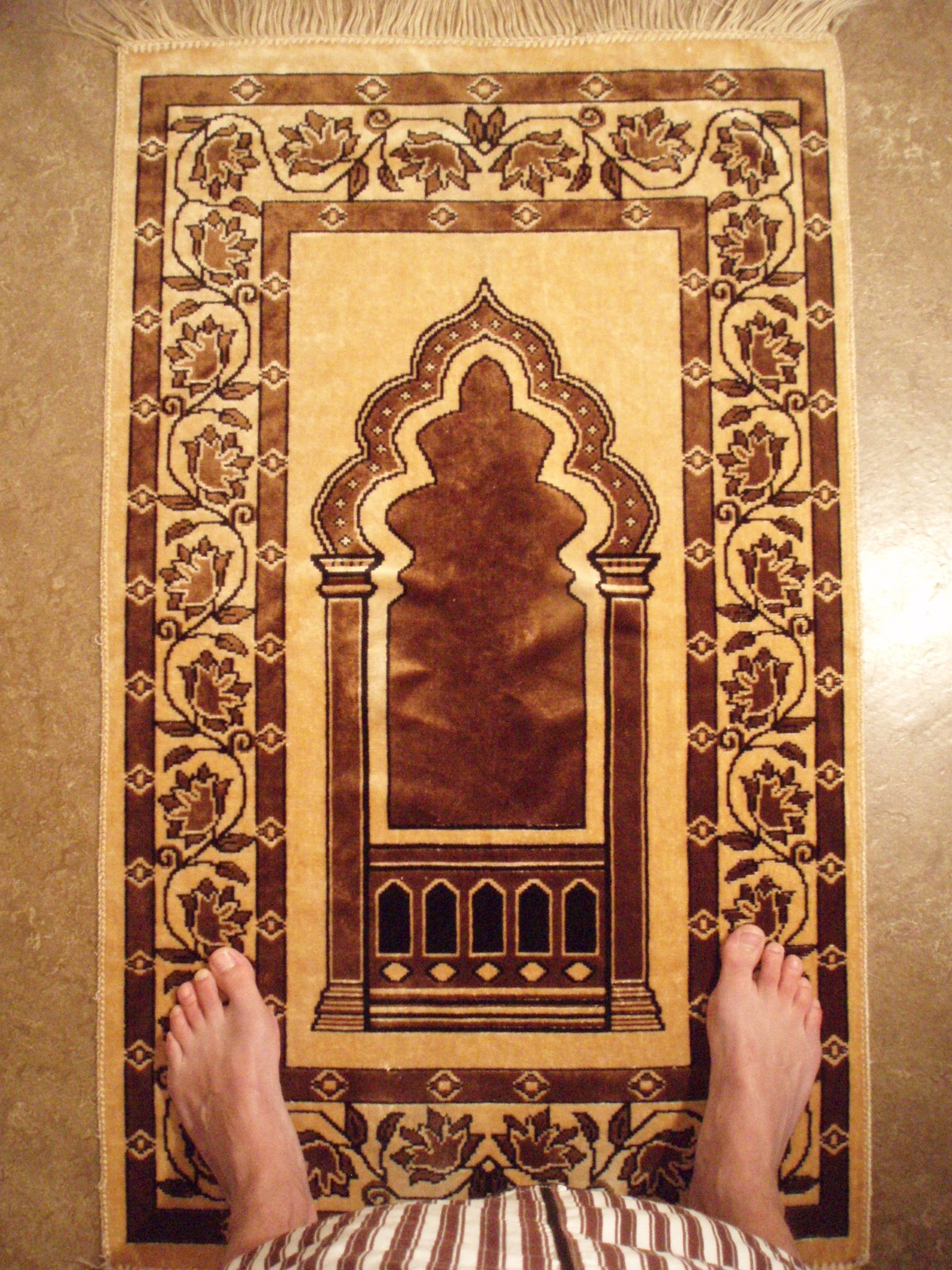
Gebetsteppich

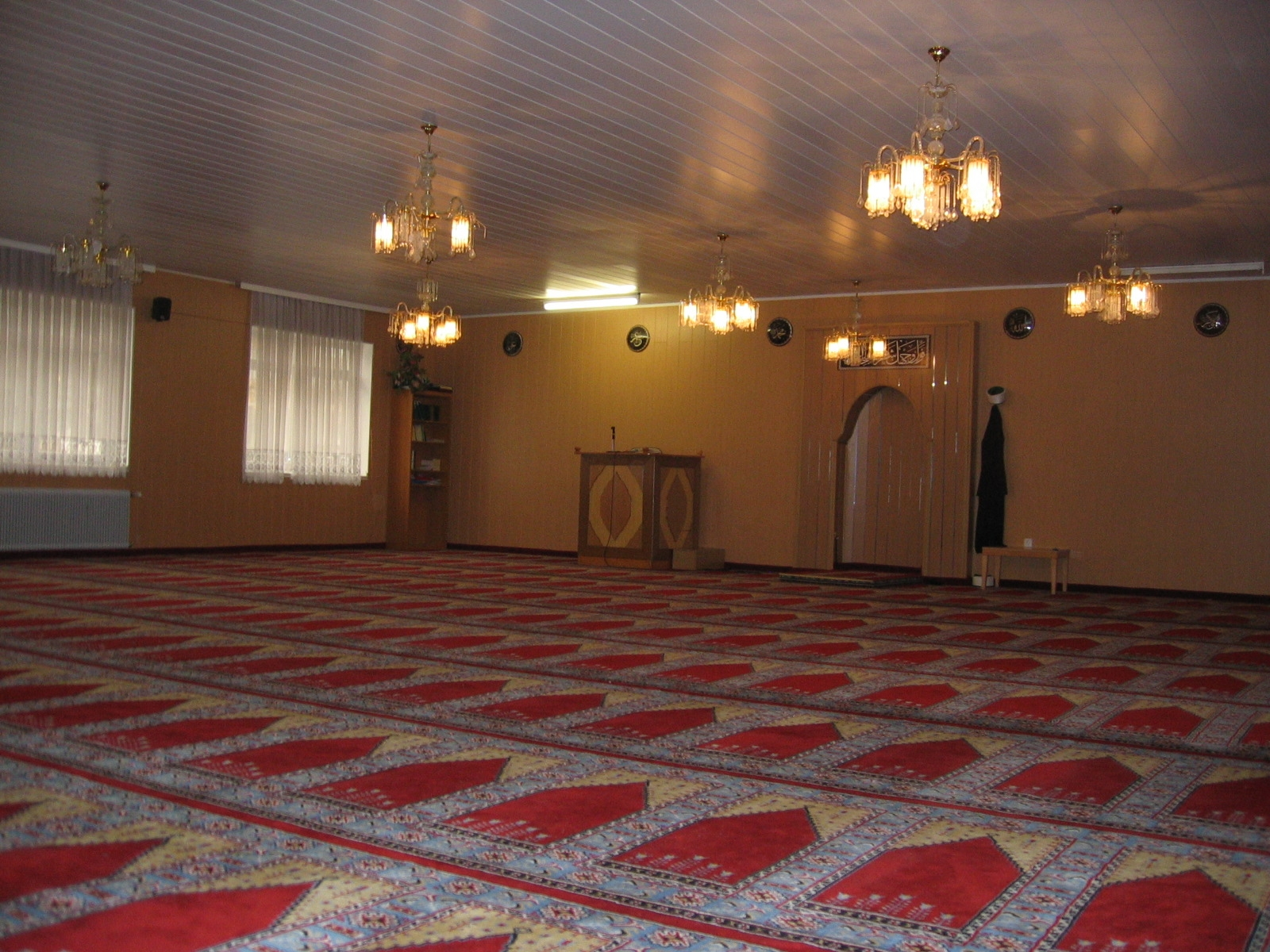
Typischer zur Kaaba ausgerichteter Teppichboden in der Salzburger Moschee Schallmoos

Der Gebetsteppich (arabisch سجادة, DMG saǧǧāda, Pl. سجاجيد / saǧāǧīd;  persisch جانماز, DMG ǧānamāz) ist nach islamischem Recht (Fiqh) ein reiner Stoff oder Teppich, mit dem ein Muslim den Boden bedeckt und so verhindert, dass sein Gebet (Salat) durch Unreinheiten auf dem Boden (wie Urin oder Blut) ungültig wird. Dafür soll „eine Stelle sauberen Bodens“ vorhanden sein. Im Freien braucht er in der Regel keinen Gebetsteppich, da im Islam die Erde als reinigend gilt. Es gilt sogar als unpassend, draußen einen Gebetsteppich zu verwenden, um sich vor dem Staub zu schützen, da die Berührung des staubigen Bodens als Zeichen der Unterwerfung gilt. Es gibt kleinere Gebetsteppiche, die man bei sich tragen kann (Namase) und größere für den Hausgebrauch, sogenannte Sedschade, ferner den Reihengebetsteppich, den Saph.

## Geschichte
Zu Zeiten des Propheten Mohammed wurden Matten als Gebetsteppich verwendet. In den Jahrhunderten danach wurden immer mehr nach den Regeln der Kunst verzierte Kelims oder kleine Teppiche dazu verwendet. In den Moscheen werden manchmal Gebetsteppiche mit dem Schriftzug „Gehört der Stiftung (Waqf)“ verwendet, so dass niemand ungesehen diese Teppiche entwenden und verwenden kann.
Das kennzeichnende Element des Gebetsteppichs ist das als Nische gestaltete Innenfeld, das dem Mihrab in der Moschee entspricht, der die Gebetsrichtung nach Mekka angibt, ohne deren Einhaltung das Gebet ungültig ist.
Die Wasserkanne als Symbole der kultischen Reinheit für das rituelle Gebet oder eine Moscheeampel sind oftmals auf dem Gebetsteppich dargestellt, mit Bezug auf den „Lichtvers“ aus dem Koran (Sure 24, Vers 35,36: „Gott ist das Licht von Himmel und Erde. Sein Licht ist mit einer Nische zu vergleichen, mit einer Lampe darin ... Es gibt sie in Häusern, hinsichtlich derer Gott die Erlaubnis gegeben hat, dass man sie errichtet und dass sein Name darin erwähnt wird ...“ (d. h. in Moscheen)).
Im 16. und 17. Jahrhundert lieferten die osmanischen Manufakturen von Kairo und Bursa die feinsten Gebetsteppiche, die als Statussymbole bewertet wurden und als Meisterwerke der religiösen islamischen Kunst gelten. Ihre Motive wurden später von den Gebetsteppichen aus Ghiordes aufgegriffen, einem zwischen Izmir und Uschak gelegenen Dorf, das die umfangreichste Gruppe anatolischer Gebetsteppiche hervorbrachte.
Wird der Gebetsteppich verunreinigt, so muss er gemäß den rituellen Regeln gewaschen werden, bis von der Verunreinigung nichts mehr übrig bleibt, aber in der Regel drei Mal. Er wird dann, falls es dem Teppich nicht schadet, ausgewrungen. Dabei gilt, dass der Stoff – wie auch bei anderen Gegenständen – keinen Schaden davontragen soll. Kann also ein Stoff nicht ausgewrungen werden, so wird dieser Reinigungsschritt ausgelassen.
In der sufischen Tradition ist der Gebetsteppich eines der Symbole der Übermittlung spiritueller Autorität. Derjenige, der eine bestimmte Ordenstradition ererbt hat und weiterführt oder ein Sufi-Kloster leitet, wird als „schaich as-saddschāda“ (arabisch شيخ السجادة, DMG šaiḫ as-saǧǧāda ‚Meister des Gebetsteppichs‘) oder saddschāda-nischīn (persisch سجاده‌نشين, DMG saǧǧāda-nišīn, ‚Inhaber des Gebetsteppichs‘) bezeichnet.